# Hermann Hähnel
Hermann Hähnel, auch Hermann Hänel, (* 29. März 1830 in Herzberg am Harz; † 14. November 1894 in Zehlendorf bei Berlin) war ein deutscher Maurermeister, Bauunternehmer und Architekt.
Hähnel erhielt seine praktische Ausbildung und Zeichenunterricht in Jüterbog. 1847/1848 besuchte er das Gewerbeinstitut Berlin und wurde anschließend an der Berliner Kunstakademie weiter ausgebildet. Ab 1849 war er zwei Jahre in verschiedenen Architekturateliers angestellt. Er ging 1851 als Maurermeister nach Merseburg, studierte aber ab 1853 an der Berliner Bauakademie weiter. Dort legte er die abschließende Prüfung ab und war ab 1854 als Bauführer tätig. Am 7. Juni 1856 wurde Hähnel in den Architekten-Verein zu Berlin aufgenommen. Von 1859 bis 1865 war er Mitarbeiter von Eduard Knoblauch und arbeitete mit an der Neuen Synagoge in Berlin-Mitte. 1866 machte er sich als Architekt selbstständig.
Hähnel war einer der Gründer und Aufsichtsratsmitglied bzw. Direktor des Landerwerb- und Bauvereins auf Actien, der ab 1871 die Kolonie und spätere Gemeinde Friedenau anlegte. Seine Frau Auguste soll für den neuen Ort zur Erinnerung an den Frankfurter Friedensschluss von 1871 den Namen Friedenau vorgeschlagen haben, der am 16. Juli 1872 amtlich bestätigt wurde.
Das Grab Hähnels befindet sich auf dem Friedhof an der Stubenrauchstraße. Nach ihm ist die Hähnelstraße in Berlin-Friedenau benannt.